# Конецгорье (Виноградовский район)
Конецго́рье — деревня в Виноградовском районе Архангельской области России. Входит в состав Виноградовского муниципального округа. До 2021 года входила в состав Осиновского сельского поселения, хотя первоначально, статусом муниципальное образование, планировалось наделить Конецгорское сельское поселение состоящее из деревень: Гусево, Корбала, Антоновская, Ростовское, Селивановская, Артюшинская, Тройничевская, Конецгорье (административный центр), Кулига, Моршихинская, Сафроновская, Сидоровская, Филипповская.

## Этимология
Территория Конецгорья состоит из горок — Грашиха, Зубова горка, Биркина горка, Маслова горка, Черцово, Большая горка, Малая горка, Шарапиха, Сидоровшина и т. д., хотя официально эти деревушки носят другие названия — Артюшинская, Тройничевская, Кулига, Сидоровская и т. д. Отсюда и название: Конецгорье — конец горкам, так как ниже по течению Северной Двины, местность менее холмистая. Хотя, бытует и версия, что название произошло от слов «конец горю», так как в Конецгорье оседали люди, бежавшие, по разным причинам, из центральных районов России.

## География
Село Конецгорье расположено на берегу рек: Северная Двина, Вареньга и Конецгорский Полой. К северо-востоку от Конецгорья располагается Клоновское лесничество Березниковского лесхоза, а к юго-востоку (за рекой Верхняя Вареньга) — Рочегодское сельское поселение (деревня Плёсо, бывшая частью Конецгорья, теперь относится к Рочегодскому поселению). На левом берегу Северной Двины, за островом Коневец, находятся деревни Шужега и Чамово Шидровского сельского поселения, ранее относившиеся к Конецгорскому сельсовету. На участке 337,5 — 338,8 км (выше устья Вареньги), для защиты правого берега Северной Двины от прижимного течения, была построена дамба. Через Конецгорье проходит автотрасса «Усть-Ваеньга — Осиново — Шиленьга — Корбала — Ростовское — Конецгорье —Сидоровская — Рочегда — Кургомень — Топса — Сергеевская — Сельменьга — Борок — Фалюки» и дорога до Клоновского озера, где находится Клоновский заказник, а ранее существовала деревня Клоново. Крупнейшими озёрами в селе являются — Мидозеро (Мизеро), — Мулозеро (Первое, Среднее и Последнее) и Алиш (Заишпольское), а также луговые озёра — Лигозеро, Шабозеро, Осиновское, Лупозеро. Конецгорье расположено посередине речного пути из Архангельска в Котлас, в самом «сердце» Виноградовского района, где встречались теплоходы, идущие из Котласа и Архангельска. Остановочный пункт Конецгорье находится в 337,3 км по реке от Архангельска и в 32 километрах к юго-востоку от Двинского Березника.

## История
Кирьи горы (Отмине) упоминаются в Духовной грамоте великого князя Ивана III Васильевича, 1504 г. Однако, Зарубин Л. А. считает, что уже в начале XIV века (1315—1322 гг.) Кирьи горы и ряд других волостей «Важеской области» были не новгородскими владениями (боярщины), а ростовскими (ростовщины). В дальнейшем, Конецгорье входило в состав Подвинского стана и Подвинской четверти, чети (Подвинское четвертное правление) в Важском уезде (Важской доле, дистрикте) Архангелогородской губернии, затем, с 1780 года — в Шенкурском уезде Архангельской области Вологодского наместничества. Уже в 1784 году в Архангельском наместничестве существовала Конецгорская волость. Затем в Архангельской губернии 1834 году из Клоновской волости была образована Киселёвская волость. Киселёвское волостное правление находилось на Большой горке. В 1871 году из Усть-Важского удельного приказа выделилась Ростовская волость в составе которой Конецгорье было до 1926 года. С 1903 года Ростовская волость находилась в третьем полицейском стане Шенкурского уезда.
В 1918—1919 годах Конецгорье было оккупировано интервентами. В 1918 году у деревни Чамово была подбита и затонула канонерка красных «Могучий». Отступая в 1919 году, союзники взорвали два британских монитора (М-25 и М-27), севших на мель на Чамовском перекате.
С 1926 года по 1929 год Конецгорье было в составе Кургоминской волости. С 1929 года — в составе Березниковского (Березницкого) района Архангельского округа Северного края. В 1929 году в СССР волости были упразднены и Конецгорье стало центром Конецгорского сельского совета. С 1940 года Конецгорье — в Виноградовском районе Архангельской области. С 2004 года по 2021 год Конецгорье входило в состав Осиновского сельского поселения.

## Население
| 2002 | 2010 | 2012 |
| ---- | ---- | ---- |
| 170  | ↘115 | ↗138 |

Численность населения деревни Конецгорье, по данным Всероссийской переписи населения 2010 года, составляла 115 человек. На 1.01.2010 в деревне числилось 173 человека, а всего в селе Конецгорье — 329 человек, в 2002 году — 165 человек (русские — 97 %).
В 1888 году в 41 деревне Конецгорского прихода проживало 2850 душ обоего пола. По переписи 1920 года в Ростовской волости проживало 6288 человек (в том числе в Верхне-Конецгорском обществе — 1684 чел., в Клоновском обществе — 413 чел., в Корбальском обществе — 426 чел., в Наволоцком обществе — 421 чел., в Нижне-Конецгорском — 1301 чел., в Ростовском обществе (центр волости — деревня Малая Селивановская) — 1655 чел., в Чамовском обществе — 388 человек).

## Экономика
На территории Конецгорского сельского совета, в разные годы, действовали сельскохозяйственные предприятия — коммуны, колхозы, совхозы. Ныне, пахотные и луговые земли заброшены и заросли кустарником, фермы, телятники и конюшни разрушены. В середине XX века крестьяне из Конецгорья участвовали в создании Конецгорского леспромхоза и посёлка Рочегда. В Конецгорье есть школа и клуб. Функционирует Артюшинское почтовое отделение и водомерный пост Сидоровская (340-й км).

## Часовой пояс
Конецгорье, также как и вся Архангельская область, находится в часовом поясе, обозначаемом по международному стандарту как Moscow Time Zone (MSK/MSD). Смещение относительно Всемирного координированного времени UTC составляет +3:00 (MSK, зимнее время) и +4:00 (MSD, летнее время).

### Карты
- Лист карты P-38-39,40 Рочегда. Масштаб: 1 : 100 000.
- Конецгорье на Wikimapia
- Конецгорье на сайте Космоснимки
- Конецгорье. Публичная кадастровая карта. Архивировано из оригинала 5 марта 2016 года.
- Топографическая карта P-38-039-C,D